# (6352) Schlaun
(6352) Schlaun (2400 T-3) – planetoida z pasa głównego asteroid okrążająca Słońce w ciągu 3,74 lat w średniej odległości 2,41 j.a. Odkryta 16 października 1977 roku.